# Linda Lewis
Linda Ann Fredericks (West Ham, 27 settembre 1950 – 3 maggio 2023) è stata una cantautrice e musicista britannica.

## Biografia
Linda Lewis iniziò la sua carriera partecipando a serie televisive e film muti e come membro dei gruppi The Q Set e The Ferris While. Grazie a Ian Samwell e Don Arden firmò un contratto discografico con la Polydor Records. Negli anni '70 piazzò quattro brani nella top forty della Official Singles Chart; in particolare, It's in His Kiss raggiunse la 6ª posizione. Nella Official Albums Chart, invece, il suo quarto disco Not a Little Girl Anymore si fermò alla posizione numero 40.
Nel 1970 si esibì al Glastonbury Festival mentre cinque anni più tardi aprì il Knebworth Festival. Nel decennio successivo si prese una pausa dalle scene musicali, eccetto un'esibizione al Glastonbury nel 1984. Dalla metà degli anni 90 tornò a registrare album, ottenendo un ulteriore ingresso nella classifica britannica con Reach Out in collaborazione con Midfield General nel 2000.

## Discografia

### Album in studio
- 1971 – Say No More
- 1972 – Lark
- 1973 – Fathoms Deep
- 1975 – Not a Little Girl Anymore
- 1977 – Woman Overboard
- 1979 – Hacienda View
- 1983 – A Tear and a Smile
- 1995 – Second Nature
- 1997 – Whatever...
- 1999 – Kiss of Life

### Album dal vivo
- 1996 – Born Performer: Live in Japan
- 2006 – Live in Old Smokey
- 2014 – Hampstead Days

### Raccolte
- 1974 – Heart Strings
- 1996 – The Best of Linda Lewis
- 1997 – Best of Linda Lewis
- 2002 – Reach for the Truth: Best of the Reprise Years 1971–74
- 2005 – Legends
- 2014 – Hampstead Days